# Supercoupe de la CAF 2018
Navigation
Édition précédente Édition suivante
La Supercoupe de la CAF 2018 (appelée aussi Supercoupe de la CAF Total, du nom de son sponsor) est la 26e édition de la Supercoupe de la CAF. 
Le match fait opposé le Wydad AC, vainqueur de la Ligue des champions de la CAF 2017 au TP Mazembe, vainqueur de la Coupe de la confédération 2017.
La rencontre se déroule le 24 février 2018 au Stade Mohammed V à Casablanca, au Maroc.

## Sponsor officiel
En juillet 2016, Total a annoncé avoir passé un accord de sponsoring avec la Confédération africaine de football (CAF). Total est désormais le « sponsor titre » des compétitions organisées par la CAF. L’accord vaut pour les huit prochaines années et concernera les dix principales compétitions organisées par la CAF, dont la Supercoupe de la CAF, qui est désormais baptisée « Supercoupe de la CAF Total ».

## Participants
| Équipe     | Logo | Zone                                                           | Qualification                                      | Apparitions (en gras, l'équipe gagnante) |
| ---------- | ---- | -------------------------------------------------------------- | -------------------------------------------------- | ---------------------------------------- |
| Wydad AC   |      | Union nord-africaine de football (UNAF)                        | Vainqueur de la ligue des champions de la CAF 2017 | 2 (1993, 2003)                           |
| TP Mazembe |      | Union des fédérations de football d'Afrique centrale (UNIFFAC) | Vainqueur de la Coupe de la confédération 2017     | 4 (2010, 2011, 2016, 2017)               |

## Match
| Finale 2018                 | Wydad AC            | 1-0   | TP Mazembe | Stade Mohamed V, Casablanca                    |                                                |
| 24 février 2018 16h30 (GMT) | Amine Tighazoui 83e | (0-0) |            | Spectateurs : 43 000 Arbitrage : Janny Sikazwe | Spectateurs : 43 000 Arbitrage : Janny Sikazwe |
| 24 février 2018 16h30 (GMT) | Rapport             |       |            | Spectateurs : 43 000 Arbitrage : Janny Sikazwe | Spectateurs : 43 000 Arbitrage : Janny Sikazwe |

| Wydad AC | TP Mazembe |

| GB              | 22 | Zouheir Laaroubi     |  |       |
| DL              | 28 | Abdelatif Noussir    |  |       |
| DC              | 5  | Amine Atouchi        |  |       |
| DC              | 29 | Cheick Comara        |  |       |
| DL              | 30 | Mohamed Nahiri       |  |       |
| MF              | 19 | Amin Tighazoui       |  | 90+3e |
| CM              | 4  | Salaheddine Saidi    |  |       |
| CM              | 6  | Brahim Nekkach (c)   |  |       |
| LM              | 11 | Ismail Haddad        |  |       |
| CF              | 23 | Chisom Chikatara     |  | 63e   |
| CF              | 18 | Walid El Karti       |  | 70e   |
| Remplaçants :   |    |                      |  |       |
| GK              | 1  | Yassine El-Kharroubi |  |       |
| DF              | 16 | Naïm Aarab           |  | 90+3e |
| DF              | 27 | Zakaria El Hachimi   |  |       |
| MF              | 10 | Daniel Nii Adjei     |  |       |
| MF              | 24 | Jamel Aït Ben Idir   |  |       |
| FW              | 20 | Ayman El Hassouni    |  | 70e   |
| FW              | 25 | Alejandro Quintana   |  | 63e   |
| Entraîneur :    |    |                      |  |       |
| Faouzi Benzarti |    |                      |  |       |

| GK             | 22 | Sylvain Gbohouo     |     |     |
| RB             | 5  | Issama Mpeko        |     |     |
| CB             | 14 | Kabaso Chongo       | 14e |     |
| CB             | 2  | Joël Kimwaki        |     |     |
| LB             | 4  | Arsène Zola         |     |     |
| RM             | 9  | Déo Kanda           |     | 66e |
| CM             | 16 | Christian Koffi     |     | 68e |
| CM             | 27 | Miché Mika          |     |     |
| LM             | 23 | Elia Meschak        |     | 82e |
| CF             | 28 | Ben Malango         |     |     |
| CF             | 18 | Rainford Kalaba (c) | 88e |     |
| Remplaçants :  |    |                     |     |     |
| GK             | 21 | Ley Matampi         |     |     |
| DF             | 3  | Jean Kasusula       |     |     |
| DF             | 15 | Kévin Mondeko       |     | 68e |
| MF             | 26 | Abdoulaye Sissoko   |     | 66e |
| MF             | 29 | Glody Likonza       |     |     |
| FW             | 17 | Jackson Muleka      |     | 82e |
| Entraîneur :   |    |                     |     |     |
| Mihayo Kazembe |    |                     |     |     |

## Vainqueur
| Supercoupe de la CAF Vainqueur 2018 |
| ----------------------------------- |
| Wydad AC Premier titre              |